# Iwańcze
Iwańcze (ukr. Іванчі, Iwanczi) – wieś na Ukrainie, w obwodzie rówieńskim, w rejonie waraskim, w hromadzie Police. W 2020 liczyła 950 mieszkańców.
W okresie międzywojennym wieś znajdowała się w granicach II RP, wchodząc w skład gminy Rafałówka w powiecie sarneńskim, w województwie wołyńskim.